# Doja (Central Cee)
Doja è un singolo del rapper britannico Central Cee, pubblicato il 21 luglio 2022.

## Descrizione
Il brano, che contiene un campionamento del singolo del 2001 Let Me Blow Ya Mind di Eve e Gwen Stefani, è un tributo alla cantante statunitense Doja Cat. Ha ricevuto istantanea popolarità grazie alla piattaforma TikTok.

## Video musicale
Il video musicale, diretto da Cole Bennett, è stato reso disponibile in concomitanza con l'uscita del singolo sul canale YouTube di Lyrical Lemonade.

## Tracce
1. Doja – 1:37

## Successo commerciale
Nel Regno Unito Doja ha segnato il debutto più alto per Central Cee nella Official Singles Chart, debuttando al 2º posto con 39 832 unità di vendita. In Nuova Zelanda ha debuttato al vertice della Top 40 Singles, divenendo il primo ingresso in classifica per il rapper nonché il suo primo singolo al numero uno.

## Classifiche

### Classifiche settimanali
| Classifica (2022) | Posizione massima |
| ----------------- | ----------------- |
| Australia         | 3                 |
| Austria           | 20                |
| Belgio (Fiandre)  | 44                |
| Belgio (Vallonia) | 21                |
| Canada            | 16                |
| Croazia           | 18                |
| Danimarca         | 6                 |
| Francia           | 7                 |
| Germania          | 19                |
| Grecia            | 1                 |
| Irlanda           | 5                 |
| Islanda           | 7                 |
| Italia            | 51                |
| Lituania          | 13                |
| Lussemburgo       | 2                 |
| Norvegia          | 13                |
| Nuova Zelanda     | 1                 |
| Paesi Bassi       | 5                 |
| Portogallo        | 7                 |
| Regno Unito       | 2                 |
| Repubblica Ceca   | 12                |
| Slovacchia        | 11                |
| Stati Uniti       | 112               |
| Sudafrica         | 33                |
| Svezia            | 5                 |
| Svizzera          | 3                 |
| Ungheria          | 9                 |

### Classifiche di fine anno
| Classifica (2022) | Posizione |
| ----------------- | --------- |
| Australia         | 65        |
| Belgio (Fiandre)  | 143       |
| Belgio (Vallonia) | 92        |
| Canada            | 85        |
| Danimarca         | 91        |
| Francia           | 65        |
| Germania          | 88        |
| Islanda           | 97        |
| Paesi Bassi       | 62        |
| Regno Unito       | 72        |
| Svizzera          | 49        |
| Ungheria          | 65        |
| Classifica (2023) | Posizione |
| Francia           | 170       |
| Portogallo        | 156       |